# متافیزیک مدال
متافیزیک مدال شاخه ای از فلسفه است که به بررسی متافیزیک، گزاره‌های تحلیلی می‌پردازد. جهت مندی د ر متافیزیک:
۱- رویکرد عا م گرایی جهت مند (Modal Generalism)
۲- رویکرد خا ص گرایی جهت مند (Modal Particularism)